# Древено
Древено (мкд. Древено) је насеље у Северној Македонији, у источном делу државе. Древено је у саставу општине Пробиштип.

## Географија
Древено је смештено у источном делу Северне Македоније. Од најближег града, Пробиштипа, насеље је удаљено 6 km источно.
Насеље Древено се налази у историјској области Злетово, на јужним падинама Осоговских планина. Надморска висина насеља је приближно 630 метара. 
Месна клима је умерено континентална.

## Становништво
Древено је према последњем попису из 2002. године имало 213 становника.
Претежно становништво у насељу су етнички Македонци (99%).
Већинска вероисповест месног становништва је православље.